# Saint-Marcory
Saint-Marcory är en kommun i departementet Dordogne i regionen Nouvelle-Aquitaine i sydvästra Frankrike. Kommunen ligger i kantonen Monpazier som tillhör arrondissementet Bergerac. År 2022 hade Saint-Marcory 54 invånare.

## Befolkningsutveckling
Antalet invånare i kommunen Saint-Marcory
Referens:INSEE